# Village Park
Village Park és una concentració de població designada pel cens dels Estats Units a l'estat de Hawaii. Segons el cens del 2000 tenia 9.625 habitants.

## Demografia
Segons el cens del 2000, Village Park tenia 9.625 habitants, 2.628 habitatges, i 2.280 famílies. La densitat de població era de 4050,21 habitants per km².
Dels 2.628 habitatges en un 49,8% hi vivien nens de menys de 18 anys, en un 70,9% hi vivien parelles casades, en un 10,5% dones solteres, i en un 13,2% no eren unitats familiars. En el 8,3% dels habitatges hi vivien persones soles el 0,5% de les quals corresponia a persones de 65 anys o més que vivien soles. El nombre mitjà de persones vivint en cada habitatge era de 3,66 i el nombre mitjà de persones que vivien en cada família era de 3,87.
Per edats la població es repartia de la següent manera: un 30,4% tenia menys de 18 anys, un 10,1% entre 18 i 24, un 32,3% entre 25 i 44, un 21,9% de 45 a 64 i un 5,3% 65 anys o més.
L'edat mediana era de 31,4 anys. Per cada 100 dones hi havia 101,15 homes. Per cada 100 dones de 18 o més anys hi havia 97,73 homes.
La renda mediana per habitatge era de 70.302 $ i la renda mediana per família de 72.422 $. Els homes tenien una renda mediana de 35.317 $ mentre que les dones 25.610 $. La renda per capita de la població era de 19.579 $. Aproximadament el 3,4% de les famílies i el 5,0% de la població estaven per davall del llindar de pobresa.

## Poblacions més properes
El següent diagrama mostra les poblacions més properes.